# Rivière Grande Plaine
Ne doit pas être confondu avec Rivière Petite Plaine.

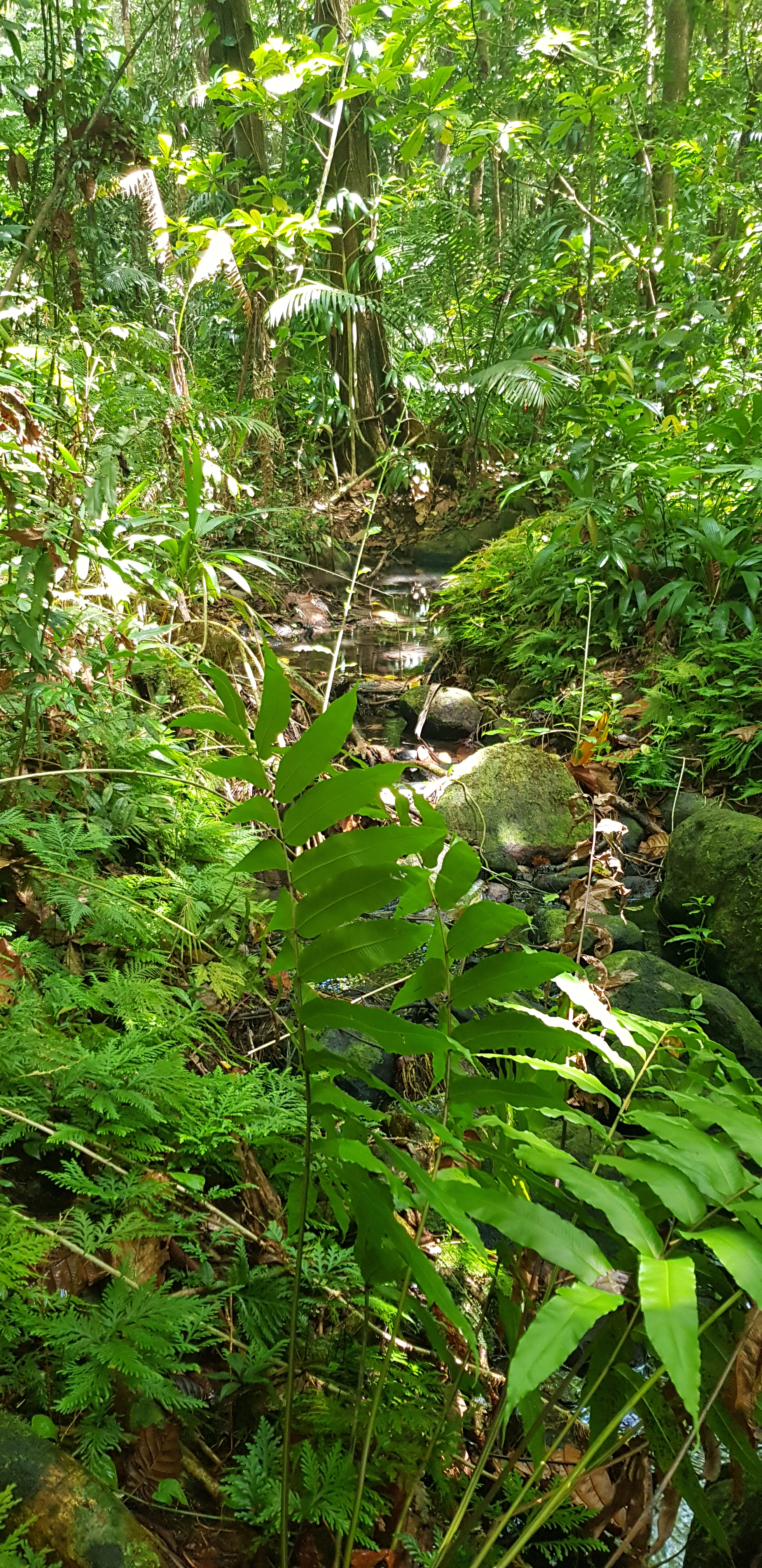
La ravine Fond Congo

La rivière Grande Plaine est un cours d'eau de Basse-Terre en Guadeloupe prenant source dans le parc national de la Guadeloupe et se jetant dans la mer des Caraïbes.

## Géographie
Longue de 8 km, la rivière Grande Plaine prend sa source à proximité du Morne à Louis et des Mamelles sur la ligne de crêtes séparant la commune de Bouillante de celle de Pointe-Noire. Elle est rapidement alimentée par la confluence de plusieurs ravines – Ravine Fond Congo, Ravine Rouge, Ravine Derrière-l'Enfer, Ravine Grande-Coulée –, traverse sur quasiment l'intégralité de son cours la commune de Pointe-Noire, franchit le saut de l'Acomat, et se jette dans la mer des Caraïbes au sud du lieu-dit de Plage Caraïbe dans l'Anse de la Grande Plaine.